# Коконарі
Коконарі (рум. Coconari) — село у повіті Бузеу в Румунії. Входить до складу комуни Пошта-Килнеу.
Село розташоване на відстані 108 км на північний схід від Бухареста, 11 км на північ від Бузеу, 92 км на захід від Галаца, 108 км на південний схід від Брашова.

## Населення
За даними перепису населення 2002 року у селі проживали 479 осіб, з них 478 осіб (99,8%) румунів. Рідною мовою 478 осіб (99,8%) назвали румунську.